# Manuş Baba
Manuş Baba, pseudonimo di Mustafa Özkan (Tarso, 1º dicembre 1986), è un cantante turco.
Dal 2010 ha fatto parte del gruppo Güneşe Yolculuk. È laureato all'Università di Akdeniz. Le sue canzoni più conosciute sono Dönersen ıslık çal, Bu havada gidilmez ed Eteği belinde.

## Discografia
- Dönersen ıslık çal
- İki gözümün çiçeği